# Universidade Autónoma de Novo Leão
A Universidad Autónoma de Nuevo León (UANL) é uma instituição pública de ensino superior mexicana com sede no município de San Nicolás de los Garza, situado na Região Metropolitana de Monterrei. Conta com campus situados em diversos municípios do estado de Nuevo León. Atualmente, a universidade conta com cerca de 171,7 mil estudantes, atendidos por aproximadamente 6,5 mil docentes.
A UANL é a terceira maior universidade do México e a instituição pública de ensino superior mais importante e com a maior oferta de cursos do nordeste do país. Conta com 37 centros de pesquisa, onde trabalham centenas de pesquisadores, dos quais 636 são membros do Sistema Nacional de Investigadores (SNI), além de 84 bibliotecas, onde se encontram disponíveis aproximadamente 2,2 milhões de livros para consulta.